# Бурленешть
Бурленешть (рум. Burlănești) — село в Єдинецькому районі Молдови. Утворює окрему комуну. Адміністративний центр однойменної комуни, до складу якої також входить село Буздуджень. Раніше село входило до Бричанської волості Хотинського повіту.